# Karlsruhe (Schiff, 1984)
Die Mehrzweck-Fregatte Karlsruhe der Deutschen Marine ist das sechste Schiff der Bremen-Klasse. Sie ist das fünfte Schiff der deutschen Marine mit dem Namen der ehemaligen Hauptstadt Badens.

## Aufgaben und Ausrüstung
Während der Adriaeinsätze Mitte der 1990er Jahre wurde die Fregatte zeitweise mit einem Goalkeeper ausgerüstet, einem zusätzlichen Flugabwehrsystem. Seit 1995 standen das moderne Flugkörpersystem RIM-116 Rolling Airframe Missile und seit 1998 ein neuer Zentralrechner sowie eine neue Radarantenne TRS 3D/32 als Ersatz für die Luft- und Seeraumüberwachungsantenne DA 08 zur Verfügung.
Mit Beendigung des Kalten Krieges erweiterten sich auch die Aufgaben des Schiffes für den Konvoischutz, die U-Boot-Jagd sowie der allgemeinen Überwasser-Seekriegsführung im Rahmen der Landes- und Bündnisverteidigung, für den dieser Schiffstyp ursprünglich ausgelegt wurde. Seit 1990 traten Aufträge in der Krisenvorbeugung und Krisenabwehr immer mehr in den Vordergrund. Zuletzt war sie für die Frontex im Einsatz.
Die Karlsruhe wurde Ende 2016 aus der Fahrbereitschaft genommen. Sie wurde nach über 33 Jahren Dienstzeit, in welchen sie 784.467,9 Seemeilen zurücklegte, am 16. Juni 2017 im Marinearsenal Wilhelmshaven außer Dienst gestellt.
Die Karlsruhe wurde an die WTD 71 übergeben und wird seit Oktober 2024 für Ansprengversuche genutzt. Dies soll zur Erforschung und Entwicklung von realitätsnäheren Schockrechnungen, Schocksimulationen und somit zu besseren Konstruktionsgrundlagen für künftige Marineschiffe beitragen. Die Karlsruhe  wurde durch das namensgebende erste Schiff der Baden-Württemberg-Klasse ersetzt, dessen Indienststellung ursprünglich für 2017 geplant war, aber erst 2019 in Dienst kam.
Die Karlsruhe liegt im Marinearsenal in Kiel. Im Juni 2025 wurde sie auf das Trockendock der FSG Flensburger Schiffbaugesellschaft geschleppt. Im Juli 2025 wurde sie nach Kiel zurück geschleppt.

## Einsätze

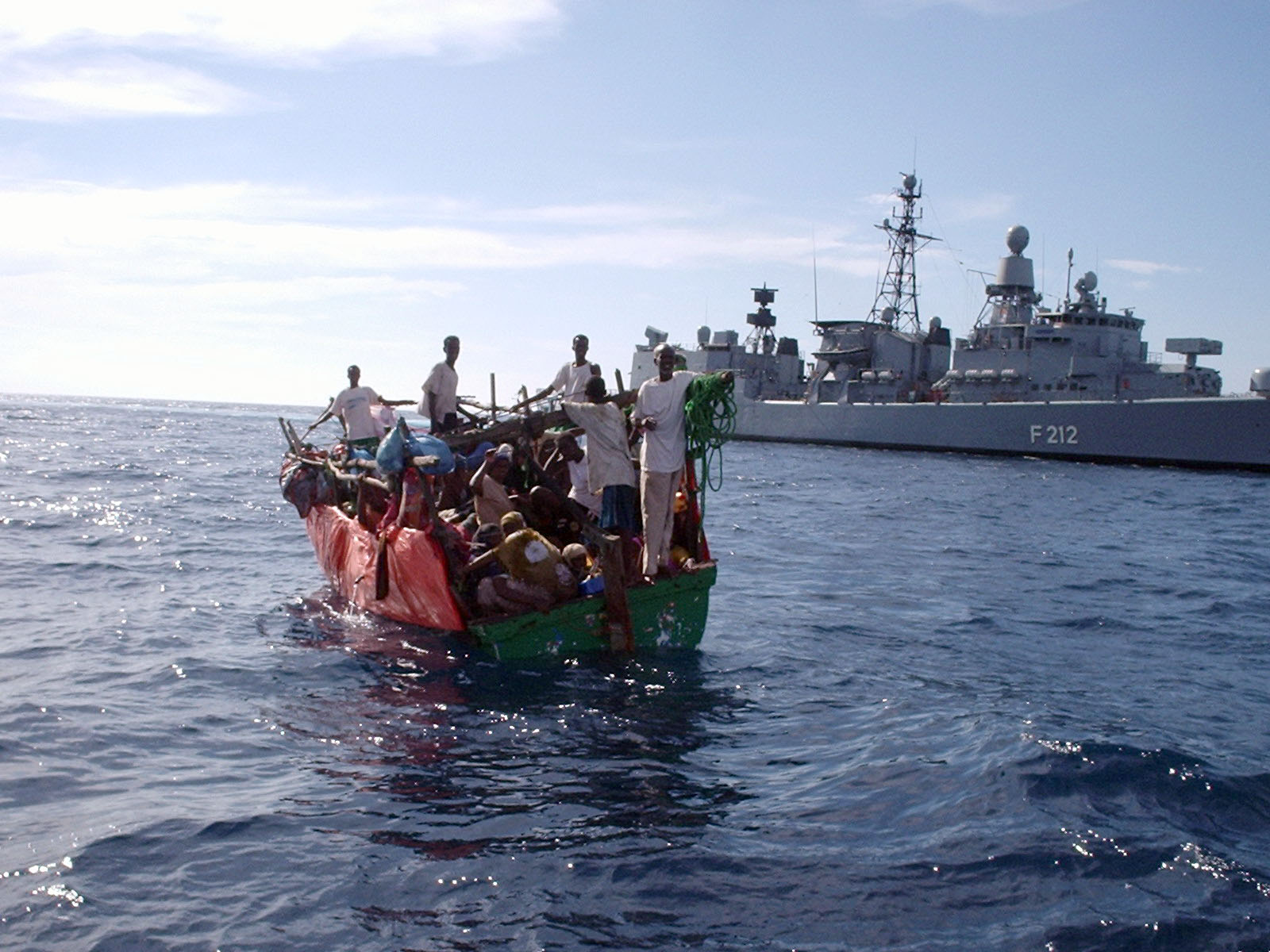
Die Karlsruhe rettet Schiffbrüchige vor der Küste Somalias während eines Einsatzes in der Operation Enduring Freedom, April 2005

Die Karlsruhe hat an einer Anzahl von Auslandseinsätzen teilgenommen:
- 08–12/1993 Operation Sharp Guard, Embargooperation in der Adria
- 02–04/1994 Operation Southern Cross, Rückführung des Deutschen Unterstützungsverbands Somalia
- 12/1995–04/1996 Operation Sharp Guard
- 10/2001–02/2002 Operation Active Endeavour als Teil des Kampfs gegen den Terror im östlichen Mittelmeer
- 06–10/2002 Operation Enduring Freedom im Kampf gegen den Terror abgestützt auf Dschibuti
- 03–09/2005 Operation Enduring Freedom
- 09/2006–03/2007 UNIFIL II, UNO-Mission zur Friedenssicherung im Libanon
- 2008 2. Standing Naval Maritime Group SNMG2 der NATO im Mittelmeer und nahem Osten
- 12/2008–02/2009 Einsatz im Golf von Aden im Rahmen der EU-Operation „Atalanta“ zur Bekämpfung der Piraterie vor der Küste Somalias
- 08/2009–12/2009 Einsatz im Golf von Aden im Rahmen der EU-Operation „Atalanta“ zur Bekämpfung der Piraterie vor der Küste Somalias
- 11/2012–04/2013 Einsatz im Golf von Aden im Rahmen der EU-Operation „Atalanta“ zur Bekämpfung der Piraterie vor der Küste Somalias
- 03/2016–06/2016 Einsatz im Mittelmeer EUNAVFOR MED „Operation Sophia“.[10][11] Hierbei Rettung von insgesamt 663 Menschen aus Seenot.[12]
- 06/2016–09/2016 Flaggschiff des COM SNMG 2.[13] Übergabe der Funktion an die niederländische Fregatte De Ruyter am 1. September 2016.[14] Einlaufen in Wilhelmshaven nach 183 Einsatztagen am 16. September 2016.[15]